# Abraxas arfaki
Abraxas arfaki är en fjärilsart som beskrevs av George Thomas Bethune-Baker 1911. Abraxas arfaki ingår i släktet Abraxas och familjen mätare. Inga underarter finns listade i Catalogue of Life.